# Gurban Pirimov
Gurban Pirimov (en azerí: Qurban Pirimov; Şuşa, octubre de 1880 – Bakú, 29 de agosto de 1965) fue intérprete de tar, Artista del Pueblo de la RSS de Azerbaiyán.

## Biografía

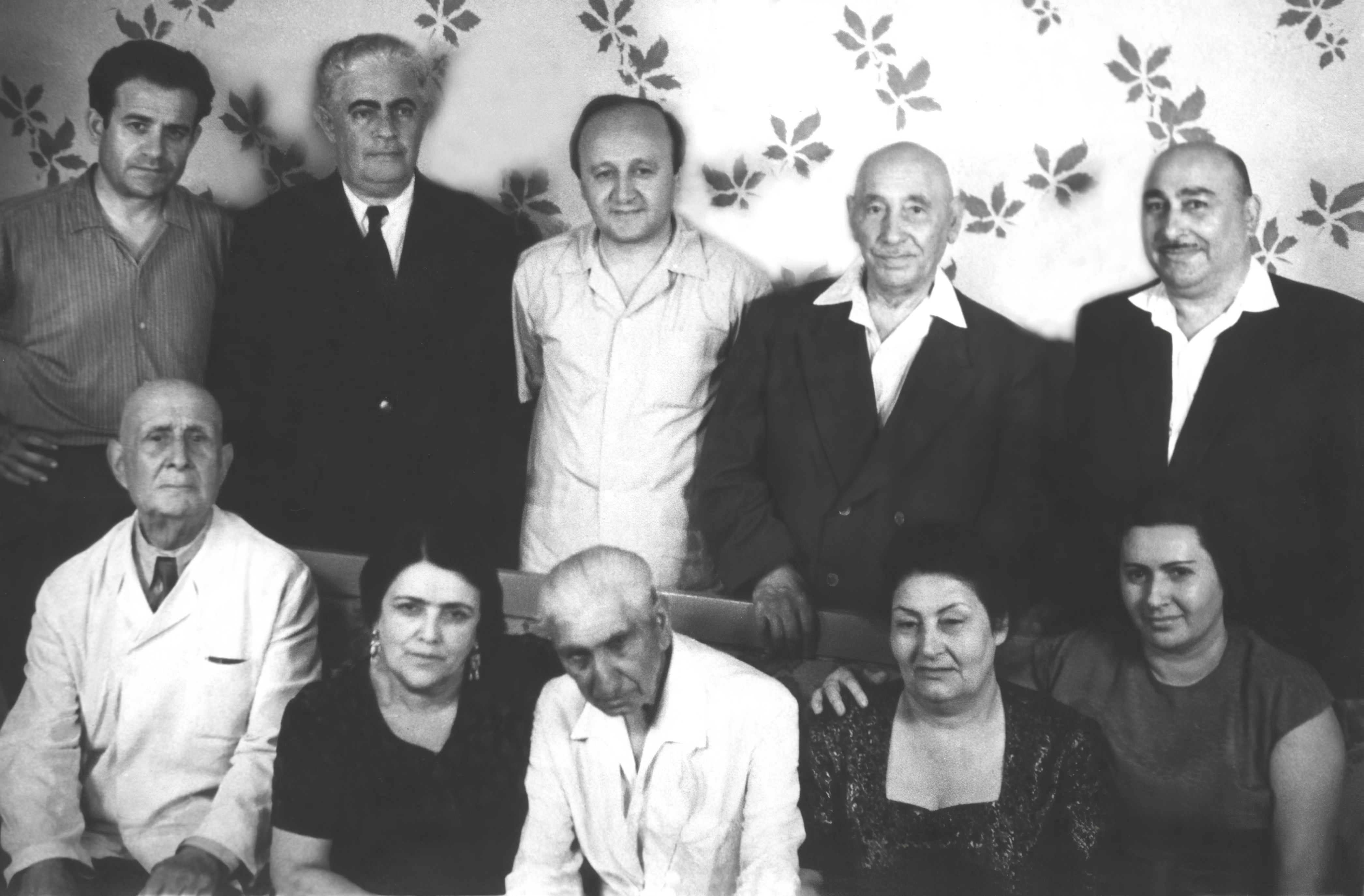
A la izquierda: Kerim Kerimov, Khan Shushinski, Fikret Amirov, Gurban Pirimov, Bahram Mansurov, Mirza Mansur Mansurov, Yaver Kelenterli, Seyid Shushinski, Hagigat Rzayeva, Munavvar Mansurova. 19 de junio de 1963.

Gurban Pirimov nació en octubre de 1880 en Şuşa. Recibió su primera educación en la escuela ruso-azerbaiyana en Şuşa. A la edad de 13 fue alumno del famoso intérprete de tar, Sadigjan, el creador de moderno tar. Desde 1895 fue conocido como un músico talentoso en Karabaj. En 1905 conoció al famoso cantante de mugam, Jabbar Garyaghdioglu, y Sasha Ohanezashvili y actuaron como trío para los próximos 20 años. Realizaron giras por las ciudades del Cáucaso, Asia Central y Oriente Medio. Él también actuó en el Teatro de Ópera y Ballet Académico Estatal de Azerbaiyán hasta el fin de su vida. 
Su último concierto tuvo lugar en la Filarmónica Estatal de Azerbaiyán el 10 de agosto de 1965. Gurban Pirimov murió el 29 de agosto de 1965 en Bakú y fue enterrado en el Callejón de Honor. 

## Filmografía
- 1916 – “En el reino de petróleo y millones”
- 1938 – “Los bakuenses”
- 1981 – “La vida de Uzeyir”

## Premios y títulos
- Artista de Honor de la RSS de Azerbaiyán (1929)
- Artista del Pueblo de la RSS de Azerbaiyán (1931)
- Orden de la Insignia de Honor
- Orden de la Bandera Roja del Trabajo